# Troubled Paradise (singolo)
Troubled Paradise è un singolo della cantante statunitense Slayyyter, pubblicato il 22 gennaio 2021 come terzo estratto dall'omonimo album di debutto.

## Tracce
1. Troubled Paradise – 4:01 (testo: Catherine Slater, Ethan Budnick, John Hill, Jordan Palmer)

## Video musicale
Il videoclip della canzone è stato reso disponibile in concomitanza con l'uscita del singolo.